# Kitty Foiled
Kitty Foiled es la 34.ª edición de cortometrajes de Tom y Jerry. Fue lanzado el 1 de junio de 1948. El corto fue dirigido por William Hanna y Joseph Barbera, con la animación por Irven Spence, Kenneth Muse, Irving Levine y Ed Barge. La música fue anotada por Scott Bradley, y producido por Fred Quimby.

## Argumento
El pájaro sólo puede mirar con horror la violenta persecución de Tom hacia Jerry. La película comienza con un canario en su jaula, viendo la persecución. Sonidos de cristales rotos y otros combates se oyen en todas partes.
A Tom se puede ver ahora, intentando aplastar a Jerry con una escoba, pero no hace más que romper lámparas y vasos en repetidas ocasiones. Jerry se oculta en el vaso roto y huye, pero Tom coge el cristal y espera a Jerry a darse cuenta de que es capturado. Cuando lo hace, su corazón comienza a latir y se aprecia una ampliación de su pecho. Antes de que Tom pueda darle el golpe final al ratón con la punta rota de la escoba, el canario se escapa de su jaula por el desenganche de la base de la jaula, que le cae a Tom, le causa un aplanamiento en la cabeza con un ruido de platos. Tom persigue a Jerry y cuando está a punto de atraparlo se estrella contra el agujero, alargando la nariz. Tom entonces ve al canario, batiendo sus alas en el aire dentro de su jaula. El gato salta en dirección al canario pero entra desde abajo de la jaula abierta, que luego el canario sella con la base y enjaula a Tom. Vuela a una mesa y luego huye como Tom lo persigue, Tom aparece repentinamente en el centro de la mesa y se traga al canario. Afortunadamente el canario se ingenia en imitar un pájaro de reloj cucú para escapar. Tom reanuda su persecución al canario, y luego se eleva en el aire, golpeándose el deltoides, a fin de mantenerse a flote en la misma altura que el canario. Tom sonríe a la cámara hasta que se estrella contra la pared y tres macetas de plantas lo golpean en la cabeza. El gato se recupera y a distancia observa escapando al canario bajo una maceta. Tom cubre la maceta y mete el ojo a través del agujero. Cuando la mano de Tom llega bajo la maceta para agarrar al pájaro, Jerry inserta la cola de Tom en las persianas de la ventana y se traba llevándolo hasta arriba.
Tom se recupera y persigue a Jerry, entonces el canario acude en su ayuda. Entran en el agujero, y la nariz de Tom es una vez más alargada, pero esta vez, se ha tragado el dúo. El ratón y el canario se retiran y toman refugio en la madriguera de Jerry.
Después de algún tiempo, Jerry permite el canario para volar de vuelta a su jaula, pero Tom aparece de repente detrás de un sofá y el pájaro vuela dentro de la boca de Tom. Jerry recupera al pájaro usando un martillo para romper los dientes de Tom, libera al pájaro y éste patea el último diente de Tom. Como Tom agarra Jerry con la mano, el canario levanta una tabla del suelo y atrapa la cola de Tom debajo de ella. Tom salta del dolor, y golpea su cabeza con la jaula, haciendo que caiga sobre la cabeza y en el suelo.
Como Tom persigue a Jerry él va en la esquina, el canario le tira detrás de una cortina. Jerry y el canario salen de ella vestidos como indios y saluda a Tom con "Hau". Tom no capta por un tiempo, pero pronto percibe el truco y persigue a los dos. El canario vuela de nuevo en la caja blanca atada a espalda de Jerry. El ratón se voltea poco a poco con temor, y sale corriendo. El canario saca la lengua a Tom, sólo para volcar la cabeza en una silla. Tom persigue al canario, y pronto cambia de dirección y va tras el ratón. Jerry se mete por debajo de la piel de un oso polar, el gato hace lo mismo, y cuando Tom sale de la boca, el canario (en la parte superior de la misma) pisa en la cabeza. Tom grita de dolor y se desenrolla su lengua.
Tom persigue al canario, pero se detiene en el aire cuando el canario recoge una pistola. Tom se acumula de terror hasta que se arrinconó junto a la chimenea. Viendo una oportunidad perfecta, Jerry deja caer una bombilla, haciendo un ruido similar al de un disparo. Tom, ajeno, cree que fue en realidad disparo, lanza un gruñido dramático de dolor, y ve en el espejo de su "tumba". Tom lanza una moneda y luego "muere" en el suelo. El ratón y el canario celebran, con apretones de manos entre sí, pero Tom revive. Al darse cuenta del gato, deciden distraerlo por sacudiendo de sus manos y las manos de Tom. Tom se ve eclipsado un momento con la buena voluntad, y Jerry y el canario toman las manos de Tom para hacer sacudirlo a él mismo y luego se esconden, a la melodía de "Auld Lang Syne". Tom se da cuenta de su tiemblan las manos entre sí y persigue a los dos, pero se escapa el canario, mientras que Jerry se encuentra con la pata de una mesa.
Tom captura a Jerry y lo ata a una vía de tren de juguete, y luego se sube al tren y lo activa. El canario toma una bolsa con una bola de bolos en el interior y lo lleva a través de la sala donde se desarrolla la escena: Tom, con regocijo vicioso, se está acercando el ratón rápido (acompañado con un fragmento de Barbero de Sevilla de Gioachino Rossini), que comienza a decir sus oraciones. Sin embargo, cuando el canario no puede mantener más la bola de boliche, se cae y se estrella a través del ferrocarril y el suelo, en el que el tren cae con Tom todavía a bordo.
El corto termina con Jerry y el canario silbando "My Blue Heaven".

## Censura
Algunas proyecciones de EE. UU. cortan la escena que muestra a Jerry y el canario vestirse como los indios americanos.